# Municipio de Shirley (Misuri)
El municipio de Shirley (en inglés: Shirley Township) es un municipio ubicado en el condado de Ripley en el estado estadounidense de Misuri. En el año 2010 tenía una población de 721 habitantes y una densidad poblacional de 4,26 personas por km².

## Geografía
El municipio de Shirley se encuentra ubicado en las coordenadas 36°38′36″N 90°56′52″O / 36.64333, -90.94778. Según la Oficina del Censo de los Estados Unidos, el municipio tiene una superficie total de 169.36 km², de la cual 168,57 km² corresponden a tierra firme y (0,47 %) 0,79 km² es agua.

## Demografía
Según el censo de 2010, había 721 personas residiendo en el municipio de Shirley. La densidad de población era de 4,26 hab./km². De los 721 habitantes, el municipio de Shirley estaba compuesto por el 97,5 % blancos, el 0,42 % eran amerindios, el 0,69 % eran asiáticos y el 1,39 % eran de una mezcla de razas. Del total de la población el 1,39 % eran hispanos o latinos de cualquier raza.